# Silba nigrispicata
Silba nigrispicata är en tvåvingeart som beskrevs av Macgowan 2007. Silba nigrispicata ingår i släktet Silba och familjen stjärtflugor.
Artens utbredningsområde är Taiwan. Inga underarter finns listade i Catalogue of Life.